# 오은별
오은별(1989년 5월 9일 ~ )은 대한민국의 배우이다.

## 출연작

### 드라마
- 《비밀과 거짓말》 (MBC, 2018년) - 고은성 역
- 《사임당, 빛의 일기》 (SBS, 2017년)
- 《첫 키스만 일곱 번째》 (웹드라마, 2016년)
- 《끝에서 두번째 사랑》 (SBS, 2016년)
- 《싸우자 귀신아》 (tvN, 2016년)